# Magyar Tollaslabda Szövetség
Magyar Tollaslabda Szövetség (deutsch Ungarischer Badminton Verband) ist die oberste nationale administrative Organisation in der Sportart Badminton in Ungarn. Der Verband wurde 1969 gegründet.

## Geschichte
Obwohl erste nationale Meisterschaften im Badminton in Ungarn bereits 1960 ausgetragen wurden, kam es erst im Jahr 1969 zur Gründung eines nationalen Dachverbandes. Zuvor existierte seit dem 3. Juni 1966 ein gemeinsamer Verband von Badminton und Tennis. Ein eigenständiger Verband wurde am 1. Juni 1969 ins Leben gerufen. In der Folge wurde der Verband im Juni 1970 Mitglied in der Badminton World Federation, damals als International Badminton Federation bekannt, und 1973 Mitglied in der European Badminton Union.

## Bedeutende Veranstaltungen, Turniere und Ligen
- Hungarian International
- Hungarian Juniors
- Ungarische Einzelmeisterschaft
- Ungarische Mannschaftsmeisterschaft
- Ungarische Juniorenmeisterschaft

## Bedeutende Persönlichkeiten
- Zsolt Horváth, ehemaliger Präsident des Verbandes